# François Ier de Bretagne
Pour les articles homonymes, voir François Ier.
François Ier, duc de Bretagne aussi connu sous le nom de François le Bien-Aimé, est né le 11 mai 1414 à Vannes et mort le 19 juillet 1450 au manoir de Plaisance à Saint-Avé. Il est le fils de Jean V le Sage, duc de Bretagne, et de Jeanne de France, fille de Charles VI de France. À la mort de son père, le 29 août 1442, il devient comte de Montfort et duc de Bretagne.

## Biographie
François prête serment le 15 septembre 1427 pour devenir comte de Montfort.

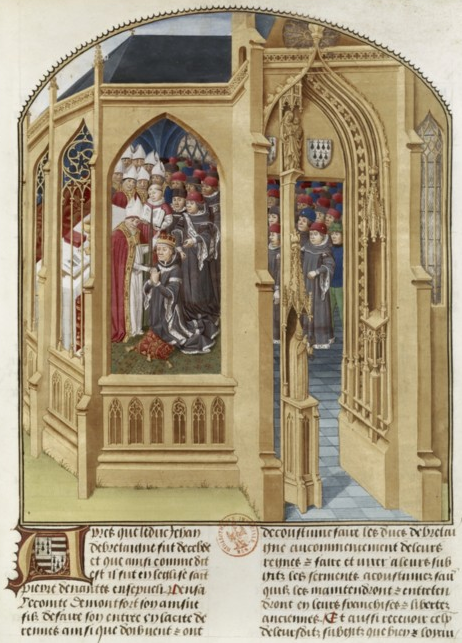
Couronnement du duc à Rennes

L'avènement du duc François Ier élevé en France et dont la devise est « Sans souverain sauf Dieu  », entraine une modification radicale de la politique extérieure de la Bretagne.
Les capitaines bretons participent à la phase finale de la guerre de Cent Ans. François Ier doit faire face aux représailles anglaises dès août 1443 lorsque le duc de Somerset à la tête de 10 000 hommes s'empare de La Guerche-de-Bretagne qu'il pille. Le 24 mars 1449 un capitaine de routiers François de Surienne dit « l'Aragonais » au service de l'Angleterre prend Fougères par surprise et le duc doit mobiliser son armée et de l'artillerie pour reprendre la ville. À la tête de six mille hommes, sous les ordres de son oncle, futur héritier, Arthur de Richemont, connétable qui le fait chevalier il contribue l'année suivante à expulser les Anglais de Normandie.
C'est sous son règne que l'ordre de l'Hermine institué par Jean IV est augmenté ou agrémenté d'un nouveau collier d'épis de blé tressés pour devenir l'ordre de l'Hermine et de l'Epi. 
François Ier de Bretagne et Louis de Luxembourg furent élus chevaliers de l'Ordre de la Toison d'Or lors de son chapitre de 1445, mais refusèrent le collier.
En 1446, il octroie à son chambellan Briand III de Châteaubriant-Beaufort, qui occupe ce poste depuis 1439, le droit de tenir une foire annuelle au bourg de Plerguer. En 1448, il réussit une demie réconciliation avec les Penthièvre à qui il restitue une partie de leurs biens.
Gilles de Bretagne, son frère cadet et héritier (après le futur Pierre II), ami d'Henri VI d'Angleterre, est un chevalier renommé qui représente en Bretagne le parti de l'alliance avec l'Angleterre, politique à laquelle s'oppose alors la haute noblesse bretonne. François Ier le fait arrêter et jeter en prison en 1446. Après une détention particulièrement dure, Gilles y meurt étranglé en 1450. Quoiqu'on ne sache pas s'il en avait donné l'ordre ou si ce meurtre est le fait de ses officiers locaux, les contemporains l'en tiennent pour responsable et François exprime publiquement des remords. Il meurt quelque temps plus tard, libéré de la menace d'un héritier qui aurait renversé sa politique.
Selon sa volonté, il est enseveli devant l'autel de l'abbatiale Saint-Sauveur de Redon, en pays vannetais. Son tombeau est déménagé dans une des chapelles du déambulatoire en 1780 et détruit à la Révolution. Sa veuve, la duchesse Isabelle d'Écosse, lui survit jusqu'en 1494 puis est enterrée à Vannes.

### Unions et descendance
Il est fiancé à quinze ans à Bonne de Savoie, fille d'Amédée VIII de Savoie et de Marie de Bourgogne. Mais celle-ci meurt à quinze ans, le 25 septembre 1430, juste avant leur mariage,.
Il épouse en premières noces à Nantes le 28 août 1431 Yolande d'Anjou (1412 † 17 juillet 1440), fille de Louis II, comte d'Anjou et de Yolande d'Aragon, et eut :
- Renaud, né en 1434, mort vers 1439 comte de Montfort.

Veuf, il se remarie à Auray le 30 octobre 1442 avec Isabelle d'Écosse (1426 † v.1494), fille de Jacques Ier Stuart, roi d'Écosse, et de Jeanne Beaufort, et a :
- Marguerite (1443 † 1469), mariée en 1455 avec François, comte d'Étampes puis duc de Bretagne (neveu de Jean V) ;
- Marie (1446 † 1511), mariée en 1462 à Jean II, vicomte de Rohan († 1516) et comte de Porhoët.

Malgré les protestations de la cour d'Écosse, ces deux princesses ne furent pas reconnues héritières du duché. François Ier choisit pour héritier son frère Pierre de Guingamp. Celui-ci n'ayant pas d'enfant et pour éviter toute contestation ultérieure, le duc fit épouser sa nièce Marguerite à François d'Étampes, troisième dans l'ordre de succession, et la cadette Marie au plus grand baron de Bretagne, Jean de Rohan.
D'une maîtresse il laisse également une fille :
- Jeanne « Bâtarde de Bretagne », qui épouse en 1458 Jean Morhier Seigneur de Villiers-le-Morhier.

## Galerie

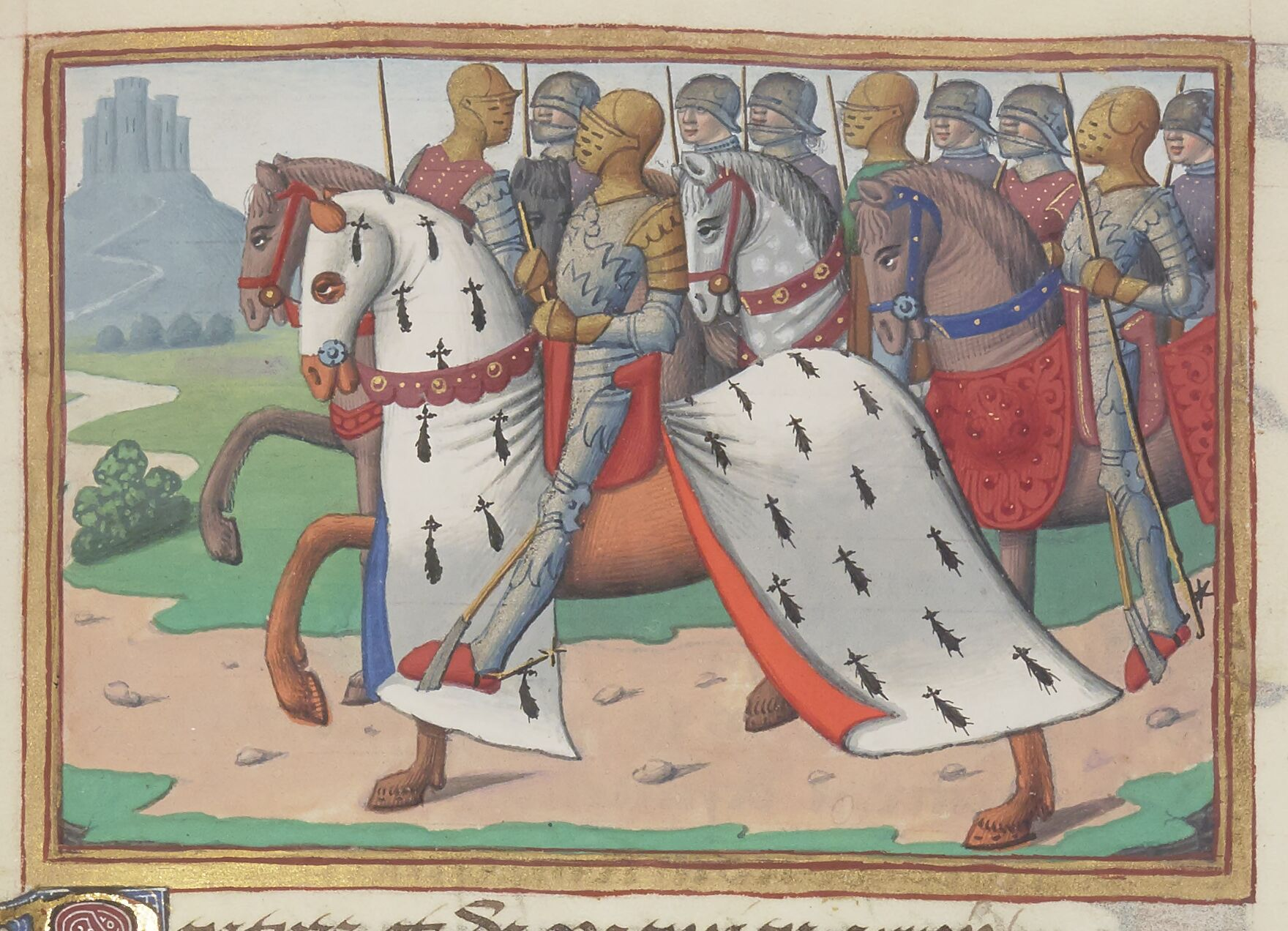
François Ier et son armée. Miniature issue du manuscrit de Martial d'Auvergne, Les Vigiles de Charles VII, vers 1484, BNF.
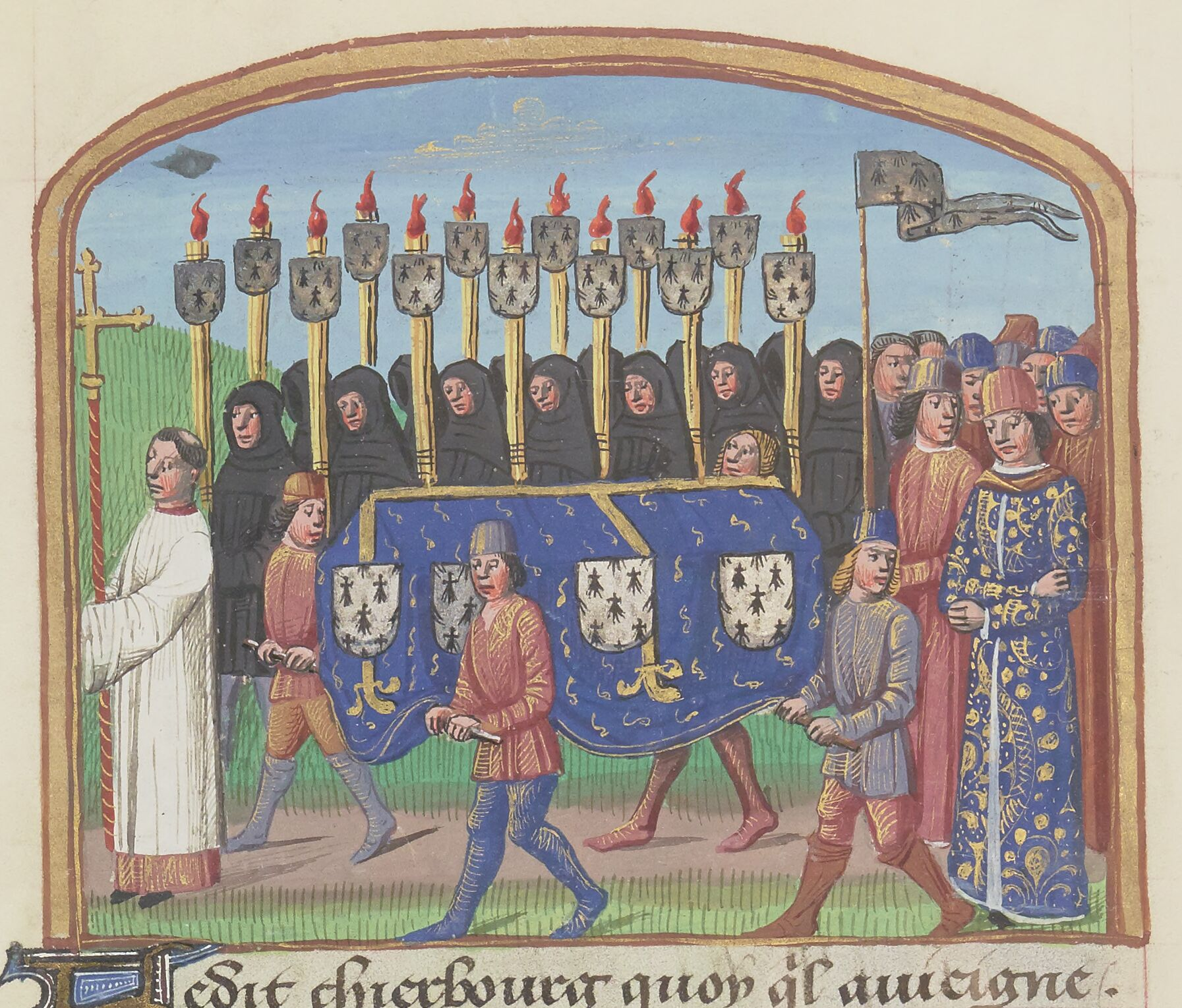
Les funérailles de François Ier, Vigiles de Charles VII.
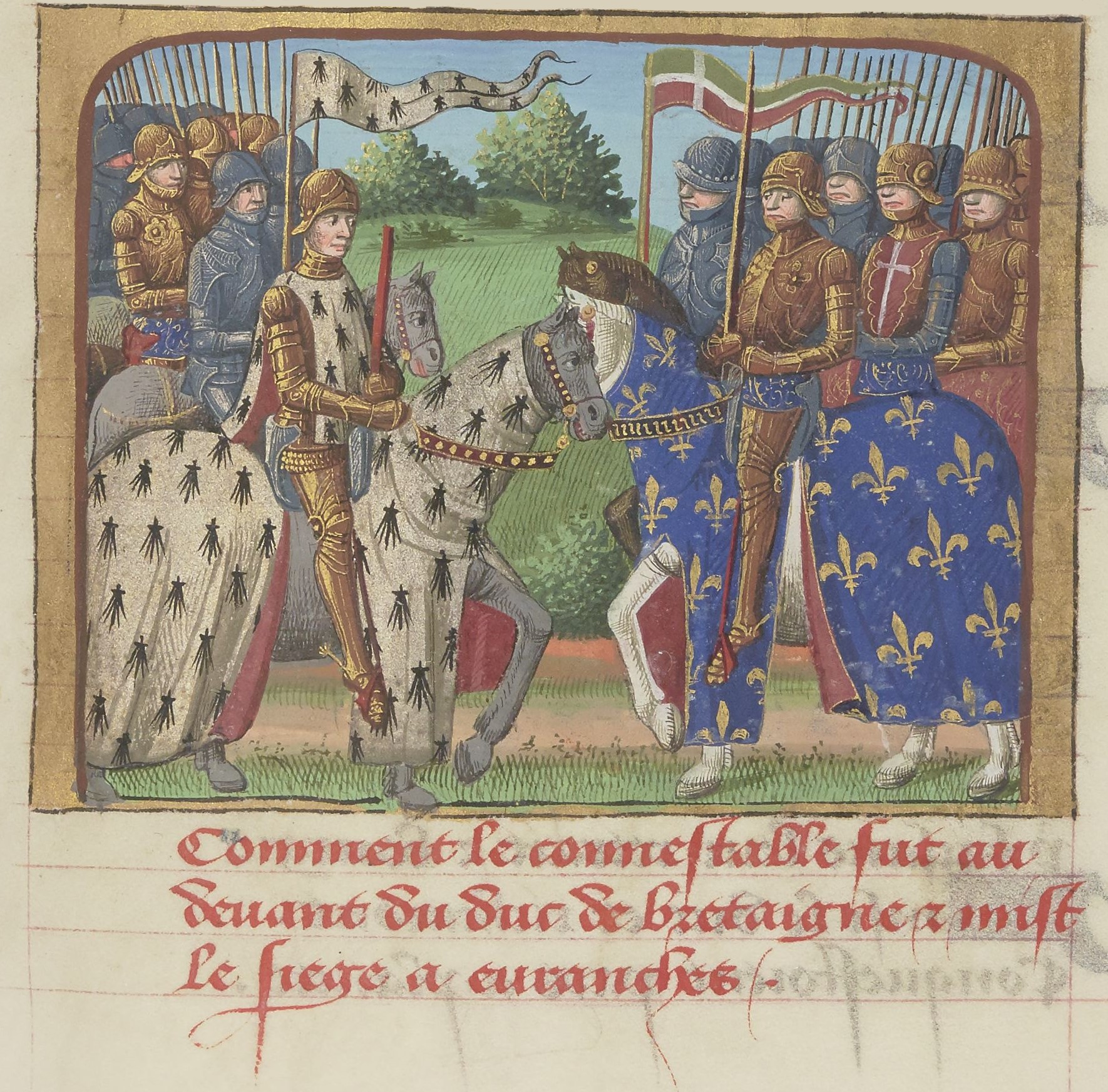
François Ier et Arthur III de Bretagne, Vigiles de Charles VII.
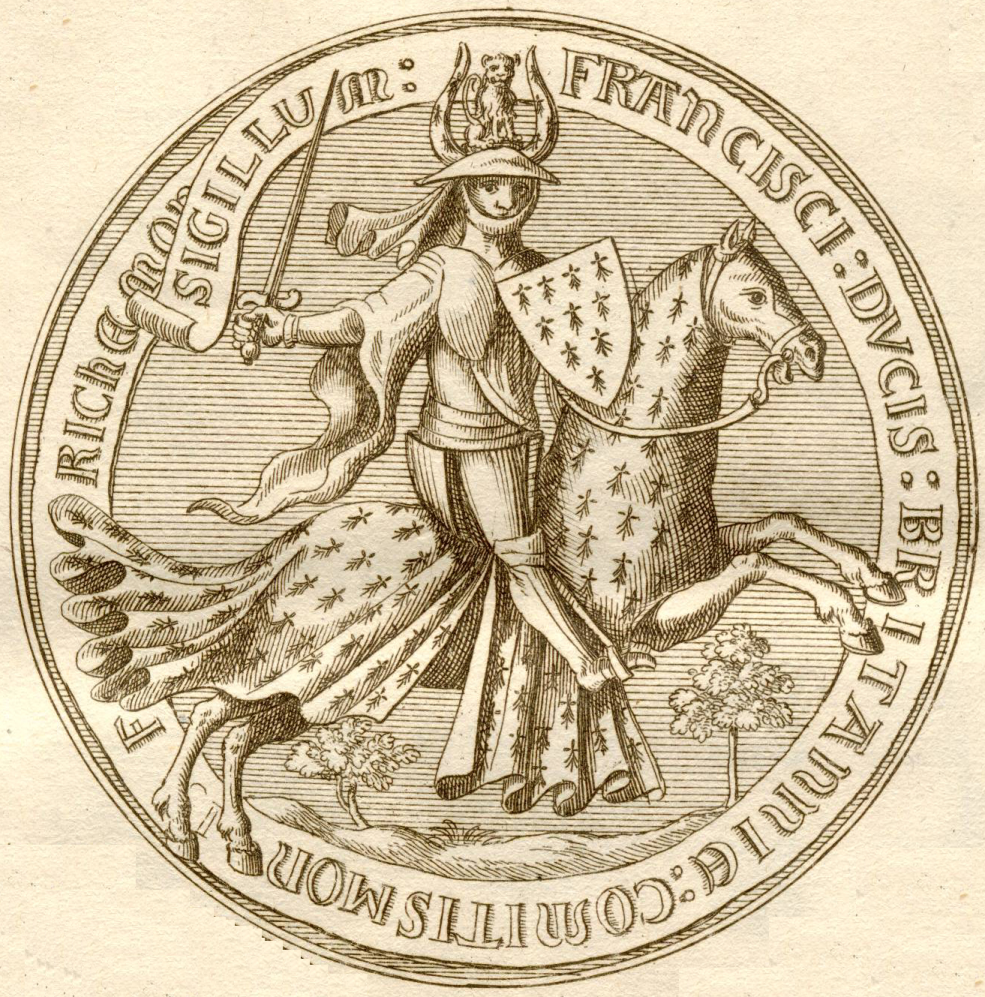
Sceau du Duc.